# هوغو فريدريك فرايز
هوغو فريدريك فرايز هو محامي وقاضي وسياسي ألماني، ولد في 9 يناير 1818 في ينا في ألمانيا، وتوفي في 25 مارس 1889 في فايمار في ألمانيا. نشط حزبياً في الحزب الليبرالي القومي. وقد انتخب Member of the Customs Parliament ‏ وانتخب عمدة وانتخب عضو مجلس النواب الألماني للإمبراطورية الألمانية ‏ خلال فترته النيابية ‏ (9 مارس 1871 – 29 نوفمبر 1873).